# Bokermannohyla diamantina
Bokermannohyla diamantina е вид жаба от семейство Дървесници (Hylidae).

## Разпространение
Видът е разпространен в Бразилия (Баия).